# Станфордски университет
Университетът „Лиланд Станфорд-младши“, по-известен като Станфордски университет или просто Станфорд (на английски: Leland Stanford Junior University или Stanford University) е частен американски университет в Станфорд, окръг Санта Клара, щата Калифорния. Официално отваря врати на 1 октомври 1891 г.
Намира се на 60 km югоизточно от Сан Франциско в Силициевата долина в близост до магистрала 101 в района на Санфранцисканския залив.
Лиланд Станфорд, калифорнийски железопътен магнат и политик, основава университета през 1891 г. в чест на сина си, Лиланд Станфорд-младши, починал от коремен тиф два месеца преди 16-ия си рожден ден. Университетът изпитва финансови затруднения след смъртта на Станфорд старши през 1893 г. и след като много от кампусите са унищожени вследствие на земетресението в Сан Франциско през 1906 г. След Втората световна война Фредерик Терман (1900 – 1982) подкрепя предприемачеството сред преподавателите и завършващите с цел да се изгради напълно самостоятелна местна индустрия, която по-късно се превръща в известната Силициева долина.

## Галерия
- Кула „Хувър“
- Училище по медицина
- Център „Ли Ка Шин“ към Училището по медицина
- Център по мениджмънт „Найт“
- Училище по право
- Университетска църква
- Университетска библиотека „Майър“
- Основен корпус на централната библиотека „Грийн“ (сградата е известна и като Крило „Бинг“)
- Училище по педагогика
- Училище по физика и астрофизика
- Училище по науки за Земята
- Концертна зала „Бинг“
- Център по гмуркане „Маас“ към Центъра по водни спортове „Ейвъри“
- „Станфорд Стейдиъм“

## Личности
Преподаватели
- Доналд Кнут (р. 1938)
- Робърт Лафлин (р. 1950), физик, преподава през 1985 – 2004
- Алвин Рот (р. 1951), икономист, преподава от 2012
- Майкъл Спенс (р. 1943), икономист, преподава през 1990 – 1999
- Стивън Чу (р. 1948), физик, преподава през 1987 – 2004

Студенти и докторанти
- Армен Алчиан (1914 – 2013), икономист, бакалавър през 1936 и доктор през 1944
- Лари Пейдж (р. 1973), компютърен специалист
- Пол Модрич (р. 1946), биохимик
- Филип Найт (р. 1938), предприемач, магистър по бизнес администрация през 1964
- Алвин Рот (р. 1951), икономист, завършил през 1974
- Карл Уиман (р. 1951), физик, завършил през 1977
- Филип (р. 1960), крал на Белгия, завършил през 1985
- Бенгт Холмстрьом (р. 1949), икономист
- Хърбърт Хувър (1874 – 1964), политик, завършил геология през 1895